# Locomotiva SNCF BB 9300
Le locomotive serie BB 9300 delle ferrovie francesi (SNCF) sono state una serie di 40 locomotive elettriche a 1,5 kV a corrente continua costruite alla fine degli anni sessanta dalla Schneider Electric.

## Caratteristiche
Dal punto di vista tecnico, si tratta di macchine che sono strettamente derivate da BB 9200. Sono alimentate con pantografi monobraccio a differenza delle BB 9200 dotati di pantografi a parallelogramma. Le differenze tra queste due serie sono evidenti a livello dei carrelli, in particolare sul sistema di sospensione. Solo le ultime BB 9200 sono stati erano dotate di frenata reostatica, di cui sono dotate tutte le BB 9300. 

## Servizo
Non appena consegnate, queste macchine vennero assegnate alle linee della regione sud-orientale, per garantire la trazione dei treni rapidi ed espressi.
Alcune unità hanno avuto il privilegio di trainare il prestigioso TEE Mistral dal 1967 al 1970, prima dell'entrata in servizio delle potenti CC 6500.
Le macchine numerate da BB 9319 a 9331 erano munite di comando idraulico del tamponamento, caratteristica dovuta al sistema di guida dell'asse specifico per i convogli Talgo III RD, con tamponi speciali compensati idrostaticamente tra il 1975 e il 1981, necessari per la trazione dei treni Talgo III-RD del Renfe sui due rapporti forniti da questa attrezzatura:
- TEE "Catalan-Talgo" Ginevra - Barcellona, da Ginevra a Narbonne, durante il periodo in cui questo treno transitava via Lyon-Brotteaux invece di Grenoble.

- "Barcellona-Talgo" Parigi - Barcellona, da Parigi-Austerlitz a Tolosa.

Nel 1977, con l'entrata in servizio delle BB 7200 al deposito di Villeneuve per il servizio sull'arteria Parigi-Lione-Marsiglia le BB 9300 vennero gradualmente assegnate al deposito di Tolosa. Dal 1981, l'intera serie è stata assegnata a Tolosa espletando i servizi tra Parigi e Tolosa o Bordeaux, e sulle linee trasversali del sud-ovest della Francia.
Alla fine degli anni 2000, le BB 9300 e le loro cugine BB 9200 hanno registrato un forte calo dell'attività, a causa dell'emergere di nuovo materiale rotabile regionale e queste macchine sono state progressivamente ritirate dal servizio; il 2 settembre 2014 tutte le macchine sono state ritirate dal servizio.

## Livrea
Le macchine uscirono dalla fabbrica in livrea verde scuro con baffi bianchi e logo rotondo sul davanti e feritoie evidenziate in bianco. Questa livrea lasciò il posto ad una livrea leggermente più leggera con una striscia bianca sui lati e nuovo logo SNCF sui frontali. Dal 1985 ricevettero sistematicamente la livrea "Béton", grigio cemento con striscia arancione. Successivamente 14 esemplari ricevettero la livrea grigio scuro “Multiservice”. Negli anni 2000 sei locomotive sono state riverniciate in livrea “En Voyage”.

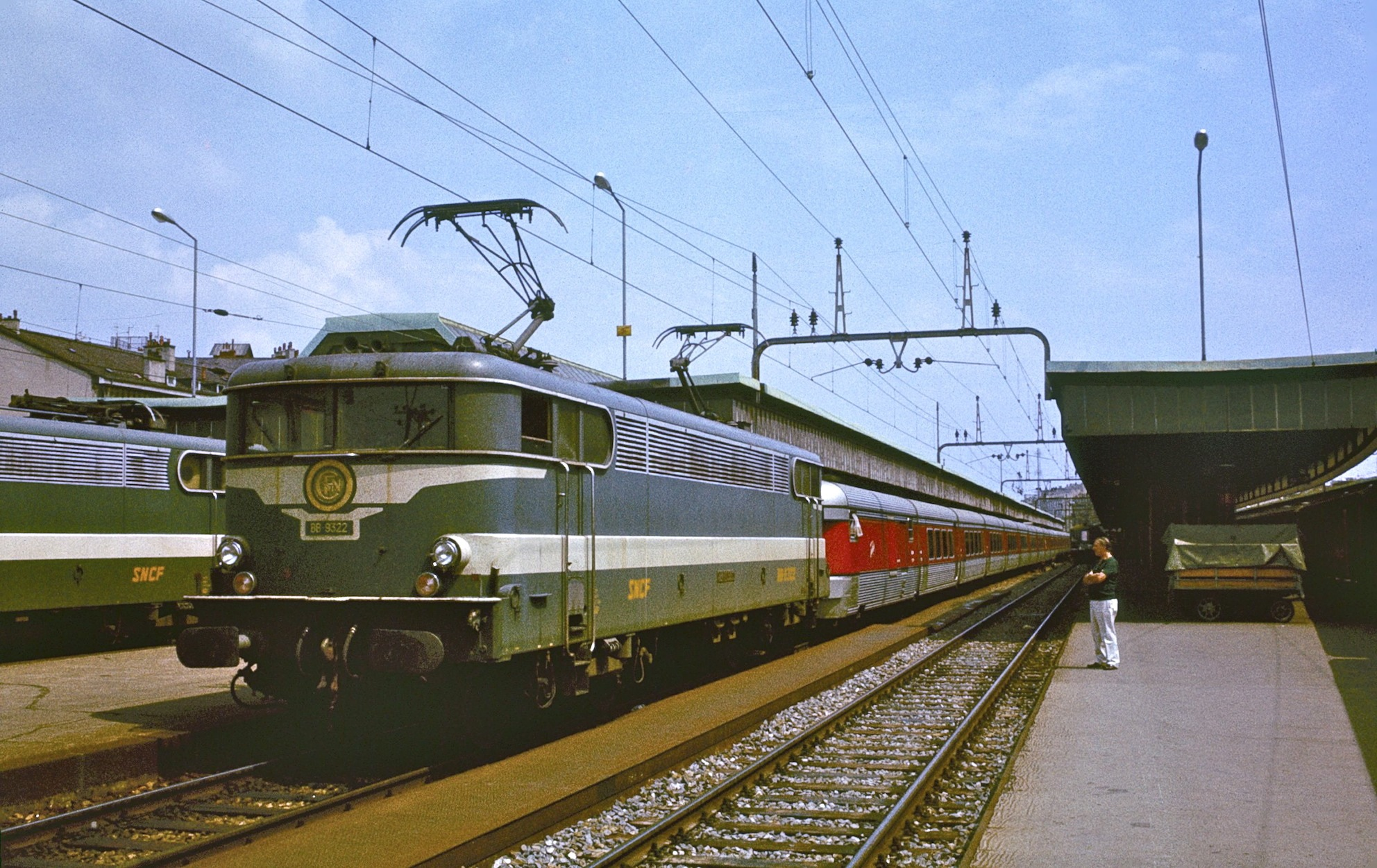
Livrea verde originaria
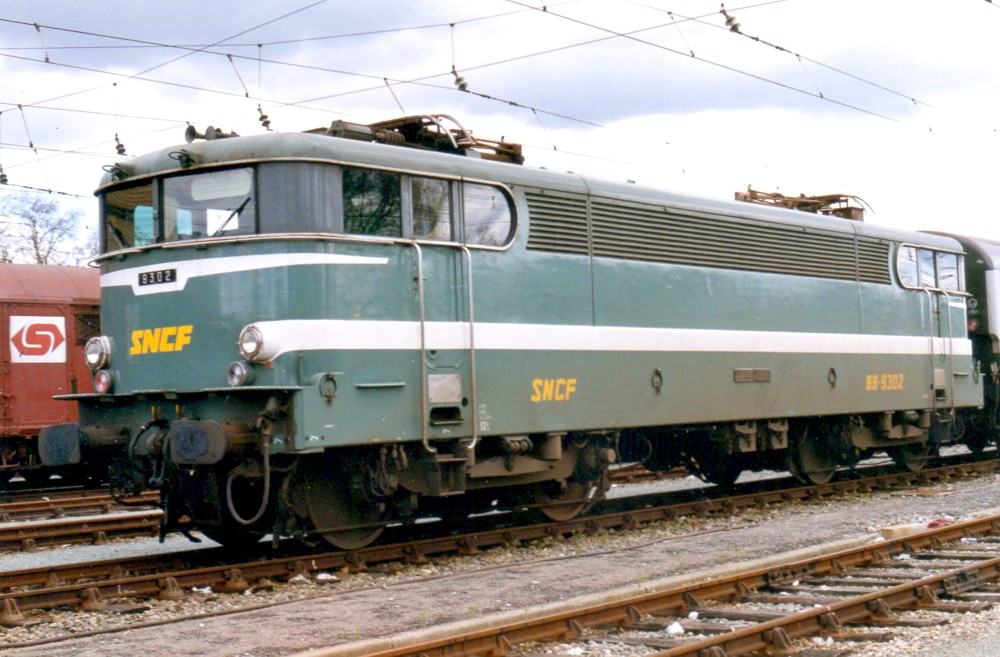
Livrea verde semplificata
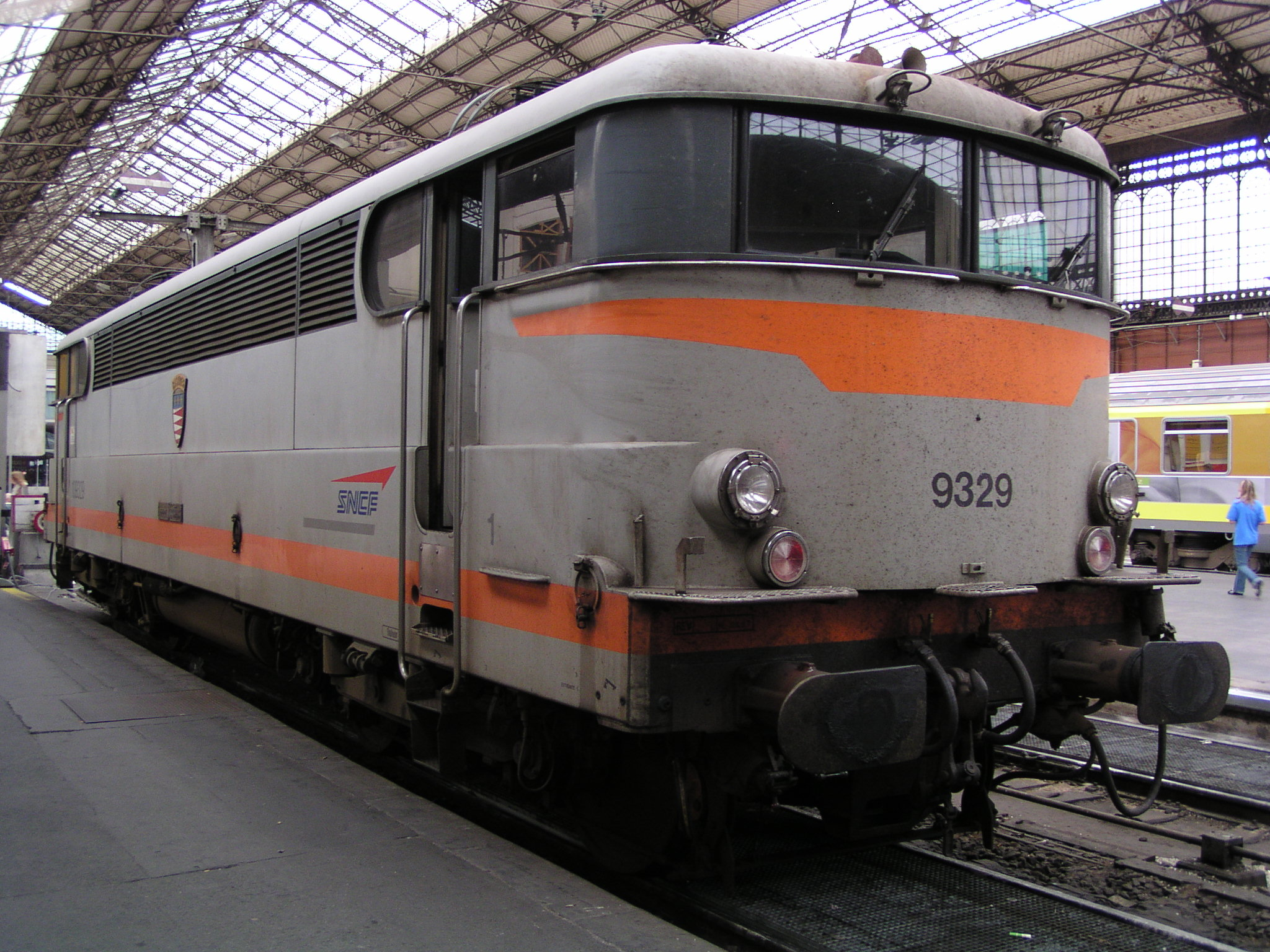
Livrea "béton"
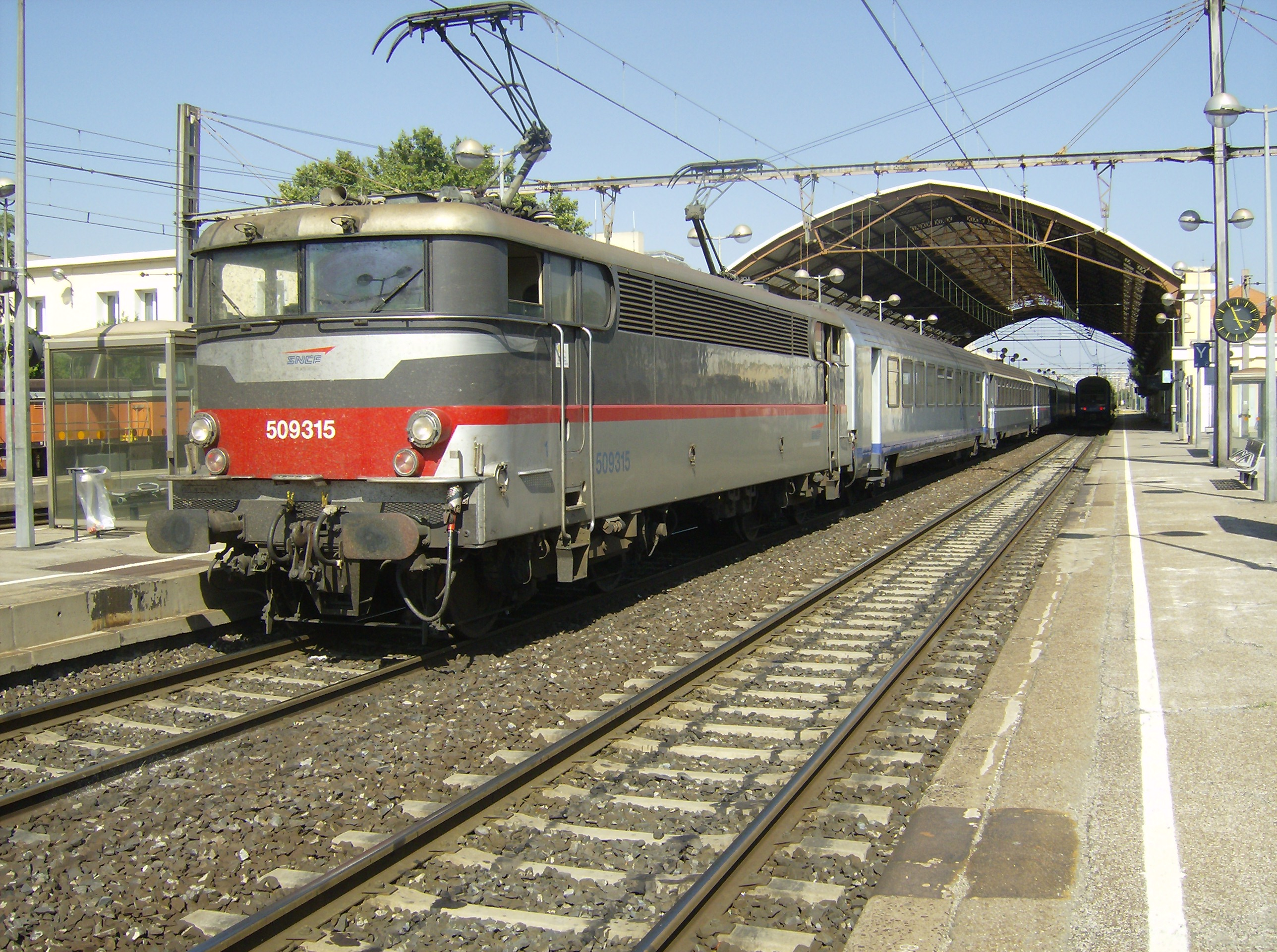
Livrea "multiservice"
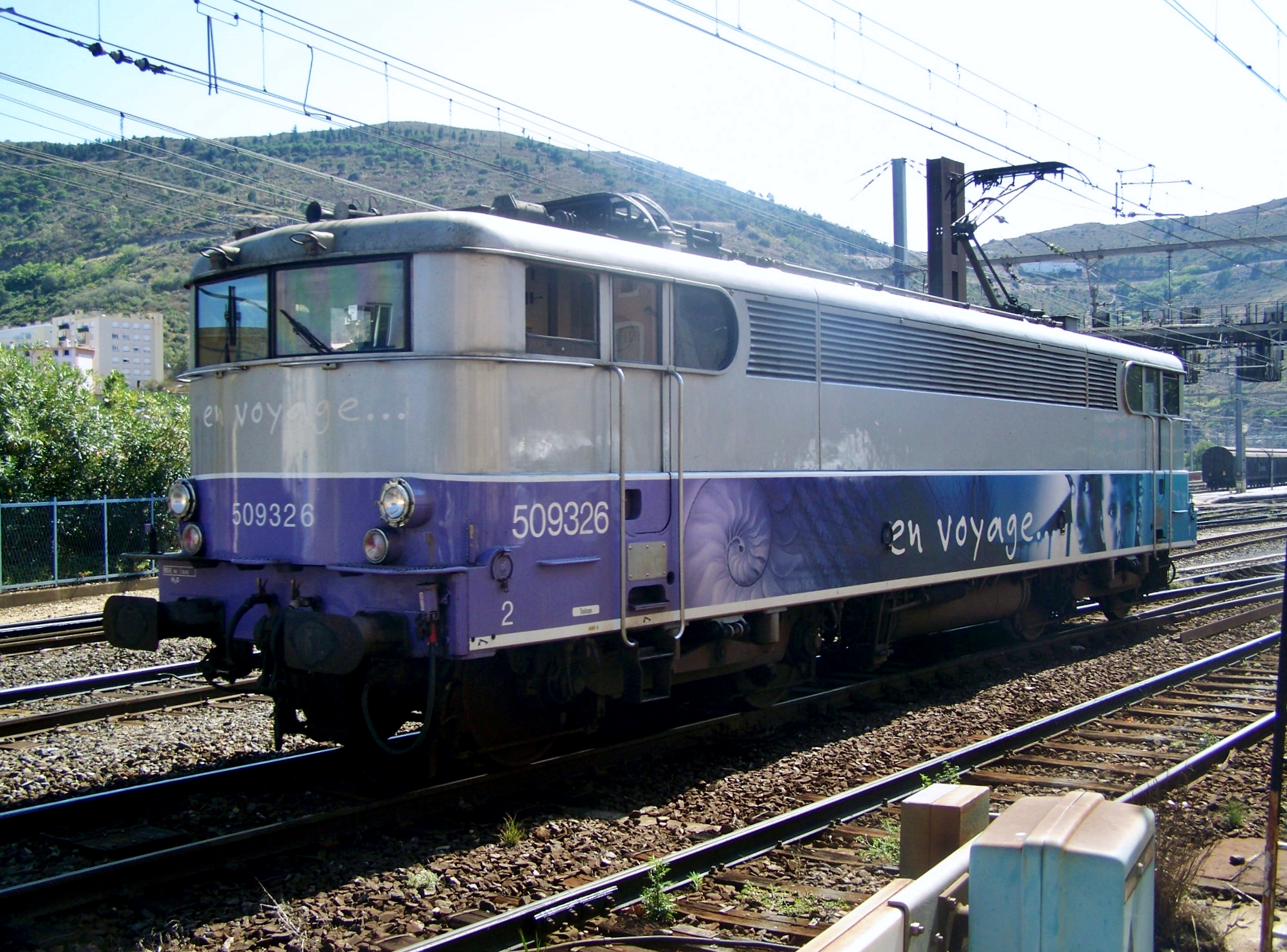
Livrea "en voyage"